# Кипиантубани
Кипиантубани (груз. ყიფიანთუბანი) — село в Грузии. Находится в Хашурском муниципалитете края Шида-Картли. Высота над уровнем моря составляет 800 метров. Население — 216 человек (2014).